# Hans Kjeld Rasmussen
Hans Kjeld Rasmussen, född 10 november 1954 i Glostrup nära Köpenhamn, död i februari 2025, var en dansk sportskytt.
Rasmussen blev olympisk guldmedaljör i skeet vid sommarspelen 1980 i Moskva.